# غیاث مدهون
غیاث مدهون (به عربی: غیاث المدهون) متولد ۱۹ ژوئیه ۱۹۷۹ شاعر فلسطینی / سوری / سوئدی است.

## حرفه
غیاث مدهون در دمشق سوریه متولد شد. او اکنون در استکهلم سوئد زندگی می‌کند. مدهون چهار مجموعه شعر منتشر کرده است که آخرین مجموعه آن، «آدرنالین» بود که سال ۲۰۱۷ در میلان منتشر شده است. وی همچنین نویسنده کتاب تیل داماسکوس به همراه شاعر سوئدی ماری سیلکبرگ است. این کتاب در لیست منتقدان ادبی برای بهترین کتاب‌های جدید بود و همچنین به نمایشنامه رادیویی رادیو ملی سوئد تبدیل شد. او با ماری سیلکبرگ چندین فیلم شعر نیز ساخته است.
آثار وی به سوئدی، آلمانی، یونانی، اسلوونیایی، ایتالیایی، انگلیسی، هلندی، فرانسوی، اسپانیایی، چکی، کرواتی، آلبانیایی، لیتوانیایی، اندونزیایی، مقدونی، بنگالی، فارسی و چینی ترجمه شده است.
شعر او بخشی از آثار بسیاری از هنرمندان بوده است، به عنوان مثال، جنی هولزر، هنرمند مشهور که شعر خود را در دانمارک، ایالات متحده آمریکا و ایتالیا طرح کرده است، و بلیکسا بارگلد، هنرمند افسانه‌ای که شعرهای خود را در نروژ و یونان با صدای بلند خوانده است.
به زودی مجموعه آثارش که توسط الگو:یدالله گودرزی ترجمه شده از نشر ثالث به بازار می آید
اخیراً، او همراه با شاعر هلندی آن وگتر، مجموعه شعر «من اینجا، تو هستم» (به هلندی: ik hier jij daar) را منتشر کرده است.
آدرنالین، مجموعه شعر وی توسط کاترین کوبام به انگلیسی ترجمه شده و در ۱۵ نوامبر ۲۰۱۷ توسط اکشن بوک، در ایالات متحده منتشر شده است.
آدرنالین در لیست بلند بی‌تی‌بی‌ای ۲۰۱۸، جایزه بهترین کتاب ترجمه شدهٔ ایالات متحده و در لیست پرفروش‌ترین کتاب شعر در فهرست توزیع اسمال پرس به مدت چهارماه در دسامبر ۲۰۱۷، ژانویه ۲۰۱۸، فوریه ۲۰۱۸ و ژانویه ۲۰۱۹ قرار داشت و در لیست طولانی بی‌تی‌بی‌ای جایزه بهترین کتاب ترجمه شده ۲۰۱۸ قرار گرفت.
درّنده‌ای به‌نام مدیترانه (به آلمانی: Ein Raubtier namens Mittelmeer) منتخبی از اشعار غیاث مدهون ترجمه شده توسط لاریسا بندر به آلمانی است ۹ فوریه ۲۰۱۸ در زوریخ و هامبورگ منتشر شد.
این کتاب در رتبه نخست لیست بهترین‌های سال ۲۰۱۸، برای بهترین کتاب‌های ترجمه شده به زبان آلمانی قرار گرفت.
مدهون در طول دوره از ژوئیه ۲۰۱۹ تا ژوئیه ۲۰۲۰، از بورسیه اهدای جایزه برای اقامت هنرمندان در برلین (به آلمانی: Berliner Künstlerprogramm des DAAD) برخوردار بود.

## آثار منتشرشده
- قصائد سقطت سهواً, Arabic Writers Union i Damaskus 2004
- کلما اتسعت المدینة ضاقت غرفتی, Damascus as Cultural Capital for Arabic Culture 2008
- Asylansökan, Ersatz förlag 2010
- لا أستطیع الحضور, Arab Institute for Research and Publishing in Beirut and Amman 2014
- Weg van Damascus, Uitgeverij Jurgen Maas, Amsterdam 2014, Second Edition 2016, Third Edition 2017, Fourth Edition 2018
- Till Damaskus, Albert Bonniers förlag 2014 (with Marie Silkeberg)
- أدرینالین, Almutawassit, Milano 2017. Second Edition 2018
- Ik hier jij daar, Uitgeverij Jurgen Maas, Amsterdam 2017 (with Anne Vegter), Second Edition 2018
- Adrenalin, translated into English by Catherine Cobham, Action Books, USA, نوامبر ۲۰۱۷
- Ein Raubtiernamens Mittelmeer, translated into German by Larissa Bender, Arche Literatur Verlag, Zürich / Hamburg, فوریه ۲۰۱۸

## جوایز
- ۲۰۰۵ جایزه آلمازرا
- ۲۰۰۸ جایزه پایتخت فرهنگی عربی دمشق برای نویسندگان جوان
- جایزه Klas de Vylder 2012[۴]
- ۲۰۱۹ بورس تحصیلی برنامه دی‌ای‌ای‌دی[۵]